# 若園村
若園村（わかぞのむら）は、かつて愛知県碧海郡にあった村である。
現在の豊田市南部（花園町・若林東町・若林西町・中根町・吉原町など）に該当する。
村名は、前身となった村の名から一文字ずつとった、合成地名である。

## 歴史
- 1876年（明治9年） - 中根村が北中根村に改称する。
- 1889年（明治22年）10月1日 - 若林村、花園村、北中根村、吉原村が合併し、若園村が発足。
- 1906年（明治39年）5月1日 - 駒場村、堤村、竹村と合併し、高岡村発足。同日若園村は廃止。

## 教育
- 若園尋常小学校（現・豊田市立若園小学校）